# Calligonum caput-medusae
Calligonum caput-medusae là một loài thực vật có hoa trong họ Rau răm. Loài này được Schrenk mô tả khoa học đầu tiên năm 1841.